# Plectranthus rotundifolius
Plectranthus rotundifolius är en kransblommig växtart som först beskrevs av Jean Louis Marie Poiret, och fick sitt nu gällande namn av Spreng.. Plectranthus rotundifolius ingår i släktet malbuskar, och familjen kransblommiga växter. Inga underarter finns listade i Catalogue of Life.

## Bildgalleri

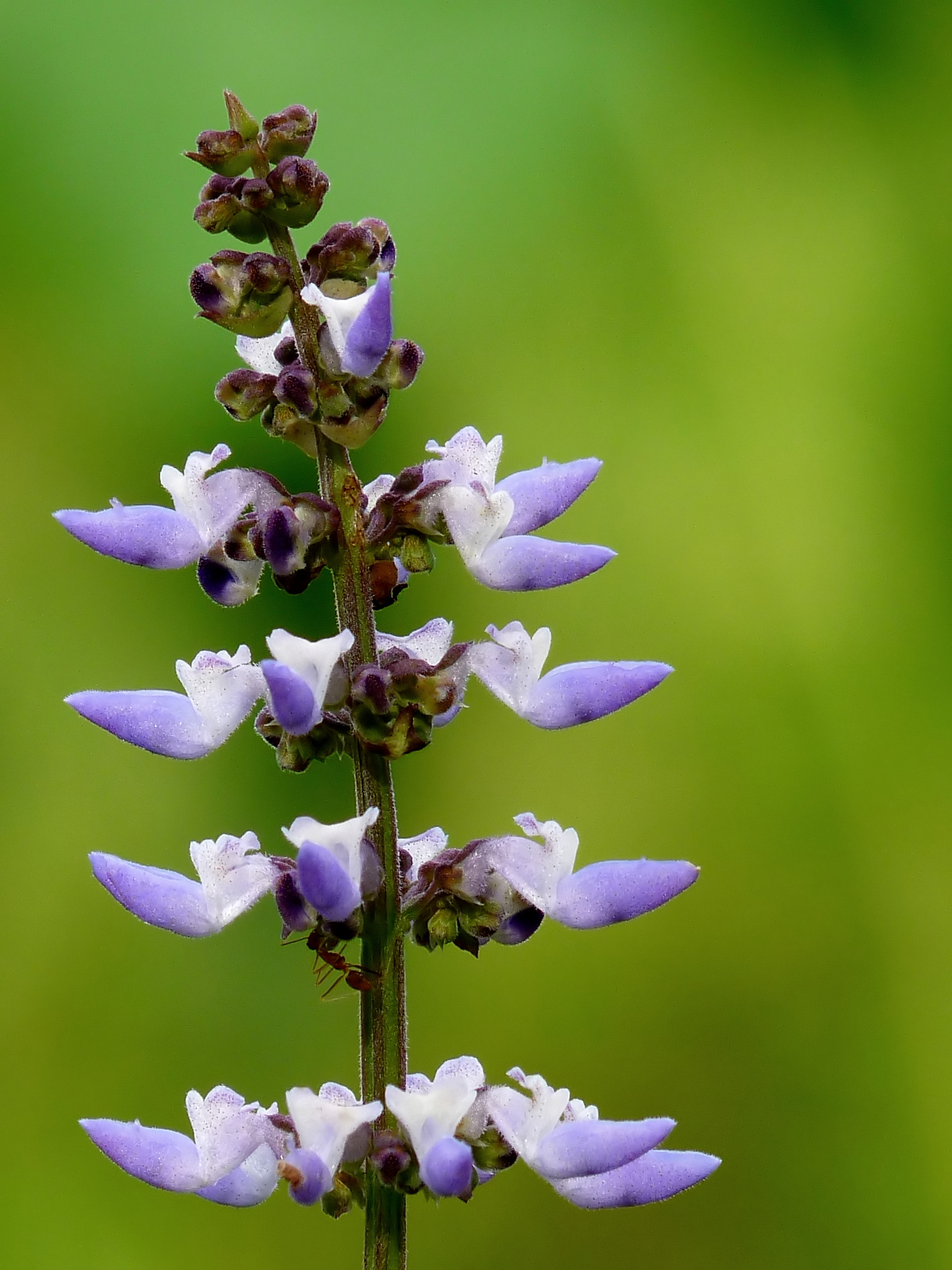
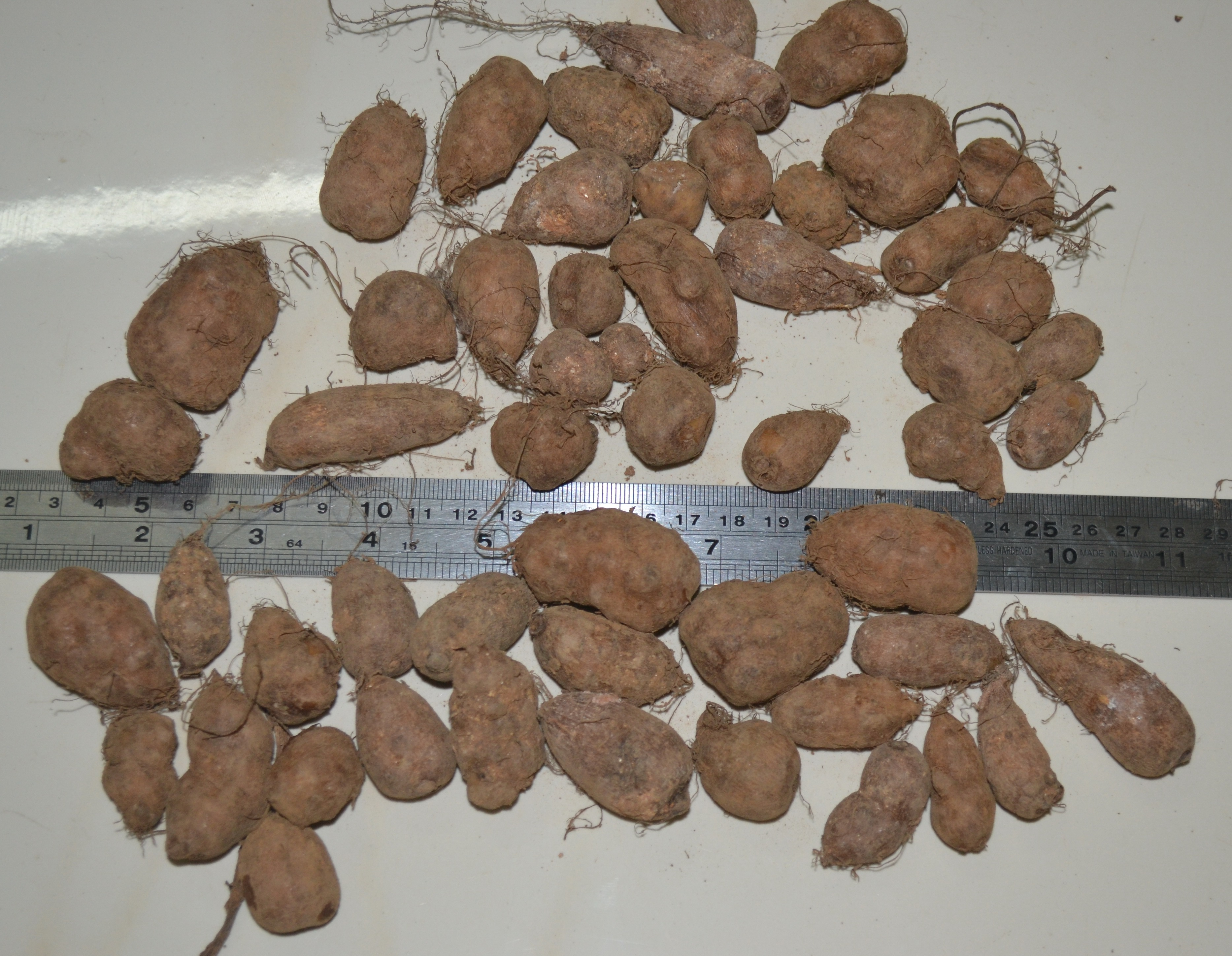